# Кап д’Ај
Кап д’Ај (фр. Cap-d'Ail) насеље је и општина у Француској у региону Прованса-Алпи-Азурна обала, у департману Приморски Алпи која припада префектури Ница.
По подацима из 2011. године у општини је живело 4877 становника, а густина насељености је износила 2390,69 становника/km². Општина се простире на површини од 2,04 km². Налази се на средњој надморској висини од метара (максималној 540 m, а минималној 0 m).

## Демографија
| 1962. | 1968. | 1975. | 1982. | 1990. | 1999. | 2011. |
| ----- | ----- | ----- | ----- | ----- | ----- | ----- |
| 3.541 | 4.200 | 4.282 | 4.402 | 4.859 | 4.532 | 4.877 |

График промене броја становника у току последњих година